# Ивановка (Новодмитриевский сельсовет)
Ива́новка — деревня Новодмитриевского сельсовета Липецкого района Липецкой области.

## География
Деревня расположена в самом верховье пересыхающего водотока, являющегося притоком реки Кузьминки (по некоторым данным, этот приток так же именуется Кузьминкой), на западном берегу пруда, устроенного здесь на реке и ограниченного с севера земляной дамбой. Севернее Ивановки, несколько в стороне от русла реки, находится деревня Дикопорожье, на правом берегу, восточнее — деревня Елизаветино. К юго-западу от населённого пункта отмечена вершина 200,3 м, в южном направлении от Ивановки располагается село Новодмитриевка, центр сельсовета. Западнее Ивановки через поля проходит дорога, связывающая Новодмитриевку с селом Пружинки.

## История
По сведениям Специальной карты Европейской России И. А. Стрельбицкого, составленной в 1865—1871 годах (лист 59, издан в 1869 году), деревня Ивановка уже была населённым пунктом размером от 10 до 20 дворов. Она находилась на востоке Задонского уезда Воронежской губернии, недалеко от границы губернии — сразу за селом Елизаветино начиналась территория Липецкого уезда Тамбовской губернии.
Во второй половине 1930-х — начале 1940-х годов в Ивановке было 40 дворов.

## Население
| 2010 | 2012 |
| ---- | ---- |
| 2    | ↘0   |

Согласно переписи 2002 года, в Ивановке население отсутствовало.

## Улицы
Единственная улица деревни — улица Добрая.